# Rivalta Bormida
Rivalta Bormida is een gemeente in de Italiaanse provincie Alessandria (regio Piëmont) en telt 1452 inwoners (31-12-2004). De oppervlakte bedraagt 10,0 km², de bevolkingsdichtheid is 145 inwoners per km².

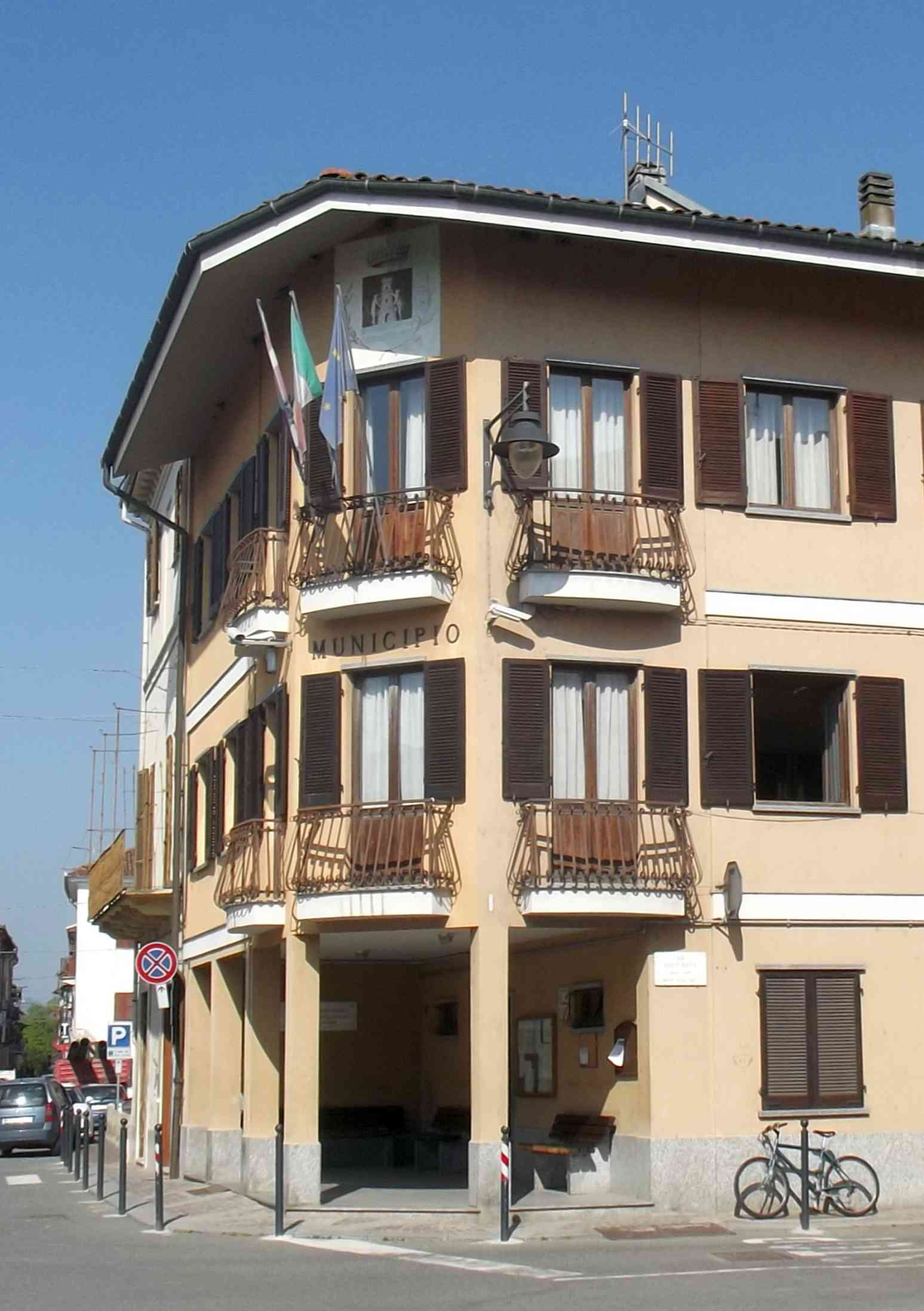
Gemeentehuis
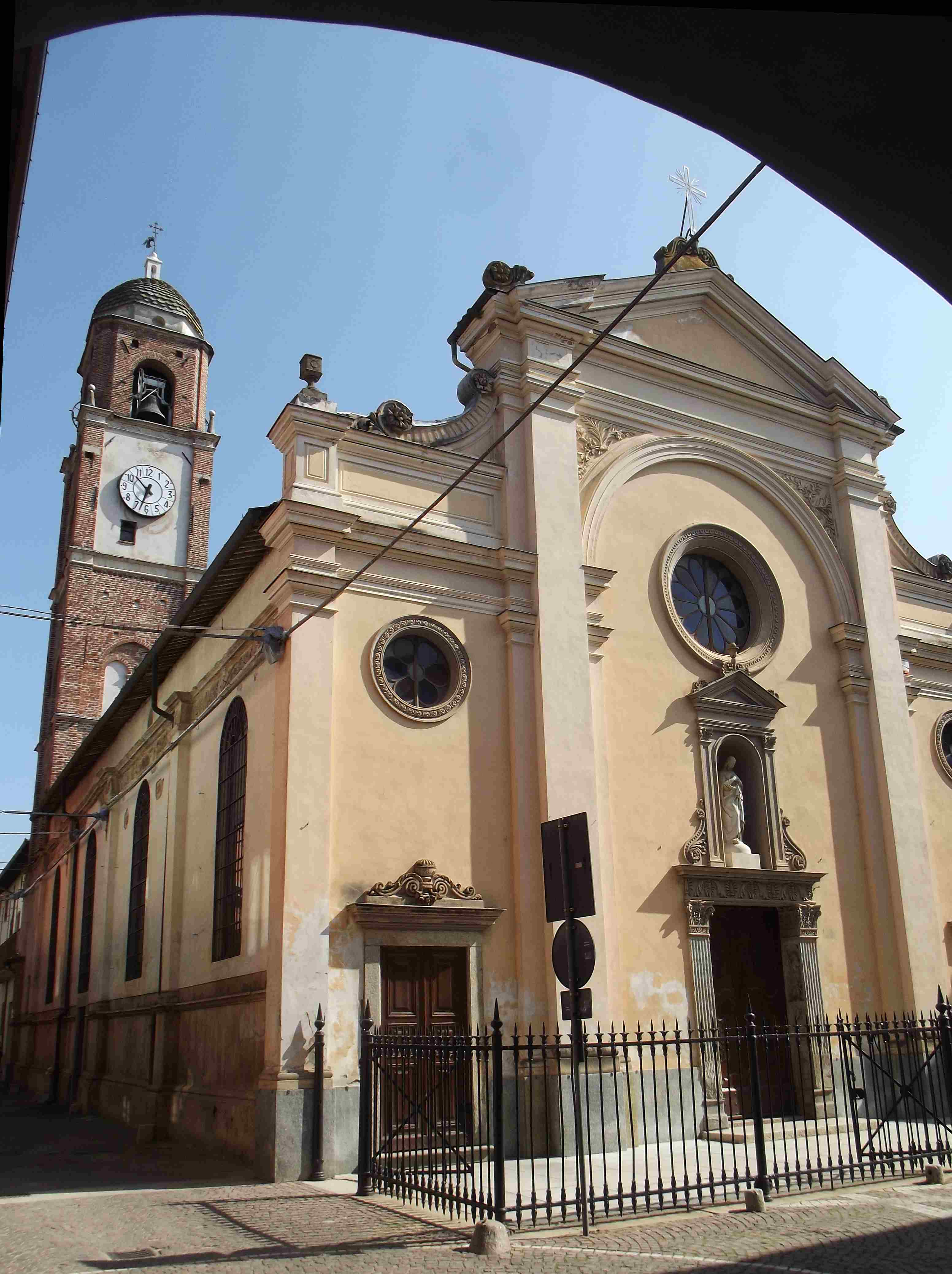
Parochiekerk van Rivalta Bormida

## Demografie
Rivalta Bormida telt ongeveer 663 huishoudens. Het aantal inwoners daalde in de periode 1991-2001 met 0,5% volgens cijfers uit de tienjaarlijkse volkstellingen van ISTAT.
| Jaar | Inwoneraantal |
| ---- | ------------- |
| 1991 | 1450          |
| 2001 | 1443          |

## Geografie
Rivalta Bormida grenst aan de volgende gemeenten: Cassine, Castelnuovo Bormida, Montaldo Bormida, Orsara Bormida, Sezzadio, Strevi.
Acqui Terme · Albera Ligure · Alessandria · Alfiano Natta · Alice Bel Colle · Alluvioni Cambiò · Altavilla Monferrato · Alzano Scrivia · Arquata Scrivia · Avolasca · Balzola · Basaluzzo · Bassignana · Belforte Monferrato · Bergamasco · Berzano di Tortona · Bistagno · Borghetto di Borbera · Borgo San Martino · Borgoratto Alessandrino · Bosco Marengo · Bosio · Bozzole · Brignano-Frascata · Cabella Ligure · Camagna Monferrato · Camino · Cantalupo Ligure · Capriata d'Orba · Carbonara Scrivia · Carentino · Carezzano · Carpeneto · Carrega Ligure · Carrosio · Cartosio · Casal Cermelli · Casale Monferrato · Casaleggio Boiro · Casalnoceto · Casasco · Cassano Spinola · Cassine · Cassinelle · Castellania Coppi · Castellar Guidobono · Castellazzo Bormida · Castelletto Merli · Castelletto Monferrato · Castelletto d'Erro · Castelletto d'Orba · Castelnuovo Bormida · Castelnuovo Scrivia · Castelspina · Cavatore · Cella Monte · Cereseto · Cerreto Grue · Cerrina Monferrato · Coniolo · Conzano · Costa Vescovato · Cremolino · Cuccaro Monferrato · Denice · Dernice · Fabbrica Curone · Felizzano · Fraconalto · Francavilla Bisio · Frascaro · Frassinello Monferrato · Frassineto Po · Fresonara · Frugarolo · Fubine · Gabiano · Gamalero · Garbagna · Gavazzana · Gavi · Giarole · Gremiasco · Grognardo · Grondona · Guazzora · Isola Sant'Antonio · Lerma · Lu · Malvicino · Masio · Melazzo · Merana · Mirabello Monferrato · Molare · Molino dei Torti · Mombello Monferrato · Momperone · Moncestino · Mongiardino Ligure · Monleale · Montacuto · Montaldeo · Montaldo Bormida · Montecastello · Montechiaro d'Acqui · Montegioco · Montemarzino · Morano sul Po · Morbello · Mornese · Morsasco · Murisengo · Novi Ligure · Occimiano · Odalengo Grande · Odalengo Piccolo · Olivola · Orsara Bormida · Ottiglio · Ovada · Oviglio · Ozzano Monferrato · Paderna · Pareto · Parodi Ligure · Pasturana · Pecetto di Valenza · Pietra Marazzi · Piovera · Pomaro Monferrato · Pontecurone · Pontestura · Ponti · Ponzano Monferrato · Ponzone · Pozzol Groppo · Pozzolo Formigaro · Prasco · Predosa · Quargnento · Quattordio · Ricaldone · Rivalta Bormida · Rivarone · Rocca Grimalda · Roccaforte Ligure · Rocchetta Ligure · Rosignano Monferrato · Sala Monferrato · Sale · San Cristoforo · San Giorgio Monferrato · San Salvatore Monferrato · San Sebastiano Curone · Sant'Agata Fossili · Sardigliano · Sarezzano · Serralunga di Crea · Serravalle Scrivia · Sezzadio · Silvano d'Orba · Solero · Solonghello · Spigno Monferrato · Spineto Scrivia · Stazzano · Strevi · Tagliolo Monferrato · Tassarolo · Terruggia · Terzo · Ticineto · Tortona · Treville · Trisobbio · Valenza · Valmacca · Vignale Monferrato · Vignole Borbera · Viguzzolo · Villadeati · Villalvernia · Villamiroglio · Villanova Monferrato · Villaromagnano · Visone · Volpedo · Volpeglino · Voltaggio
1. ↑  https://demo.istat.it/?l=it.